# Chuño

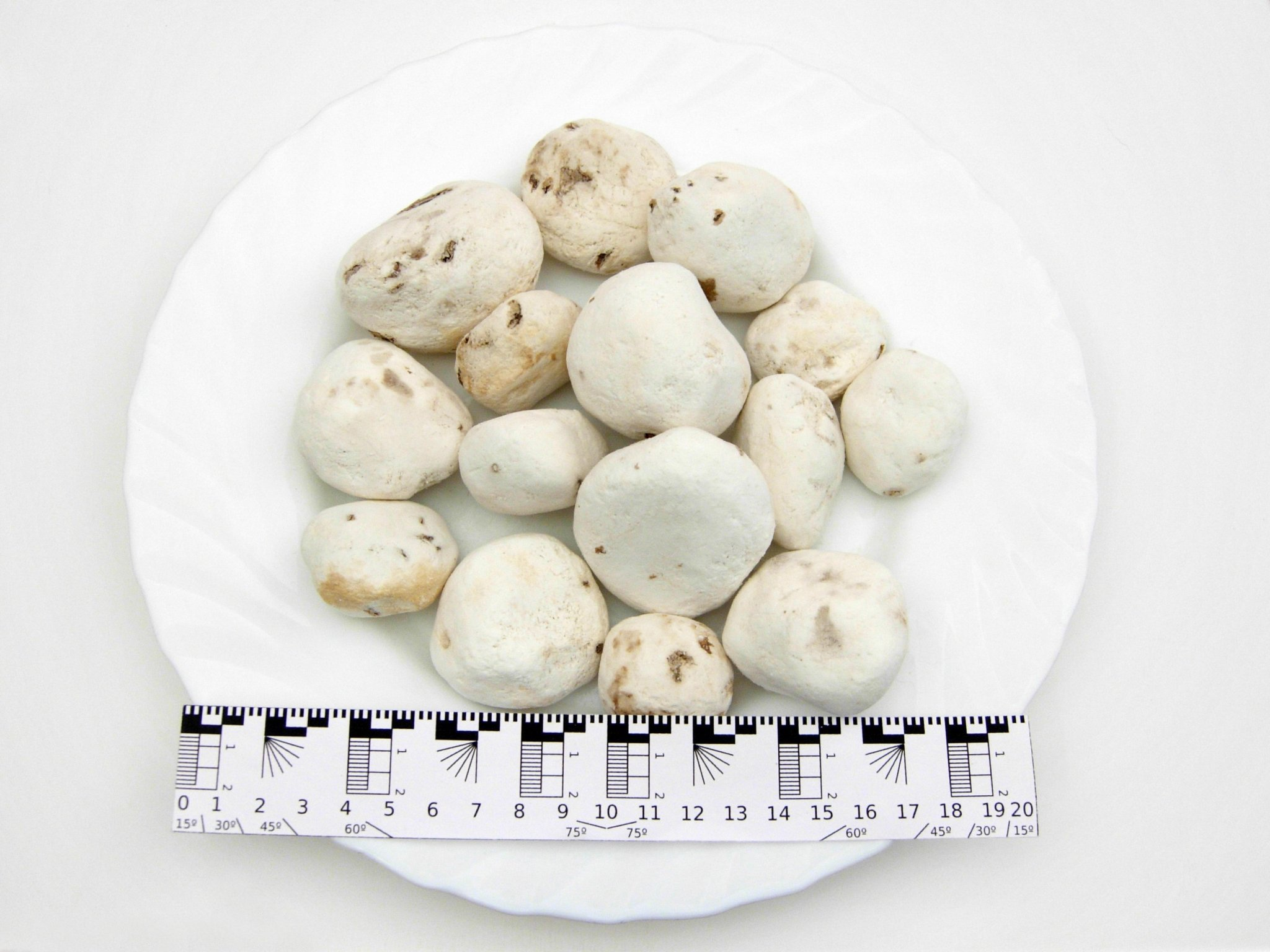
Chuño blanc.

El chuño (mot castellà derivat del quítxua, ch'uñu) es consumeix a Bolívia i el Perú. Es tracta de patata deshidratada amb un procés de congelat i assecat al sol, amb la qual es preparen diversos menjars criolls.

## Preparació
Allò primer en la preparació del chuño és la recepció i selecció de les patates les quals es van utilitzar. Aquesta selecció es fa per varietat, per pes i grandària. Encara que hi ha algunes formes de preparar el chuño ràpides, allò normal és que per preparar-lo inverteixen tres o quatre dies. Es deixa la patata, pelada, sobre una tela a la intempèrie durant l'hivern, amb temperatures properes als 5 graus sota zero. Abans l'eixida del sol, el producte es recull i es cobreix amb flassades gruixudes. Aquesta operació es repeteix quatre o cinc dies, fins que, en xocar les patates entre si, hi sonin com a pedres. Posteriorment, se submergeixen les patates prop a un mes dins les aigües d'un riu. Passat aquest període, les patates han de congelar-se per segona vegada, s'escorren, i es tornen a deixar a la intempèrie durant una setmana. Finalment, s'introdueix el material dins una malla, i es fa fregar els chuños entre ells. Posteriorment, s'envasa

## Avantatges
Els avantatges assenyalats de la preparació del chuño per part dels pobladors de les regions andines són l'aprofitament de varietats de patates, la papa macho les quals d'una altra manera no es podrien consumir car es tracta d'una varietat amb sabor desagradablement picant, però molt resistent al fred, i la possibilitat de conservar la patata en forma de chuño fins i tot durant anys, en previsió d'èpoques de sequera o escassetat d'aliments.

## Utilització

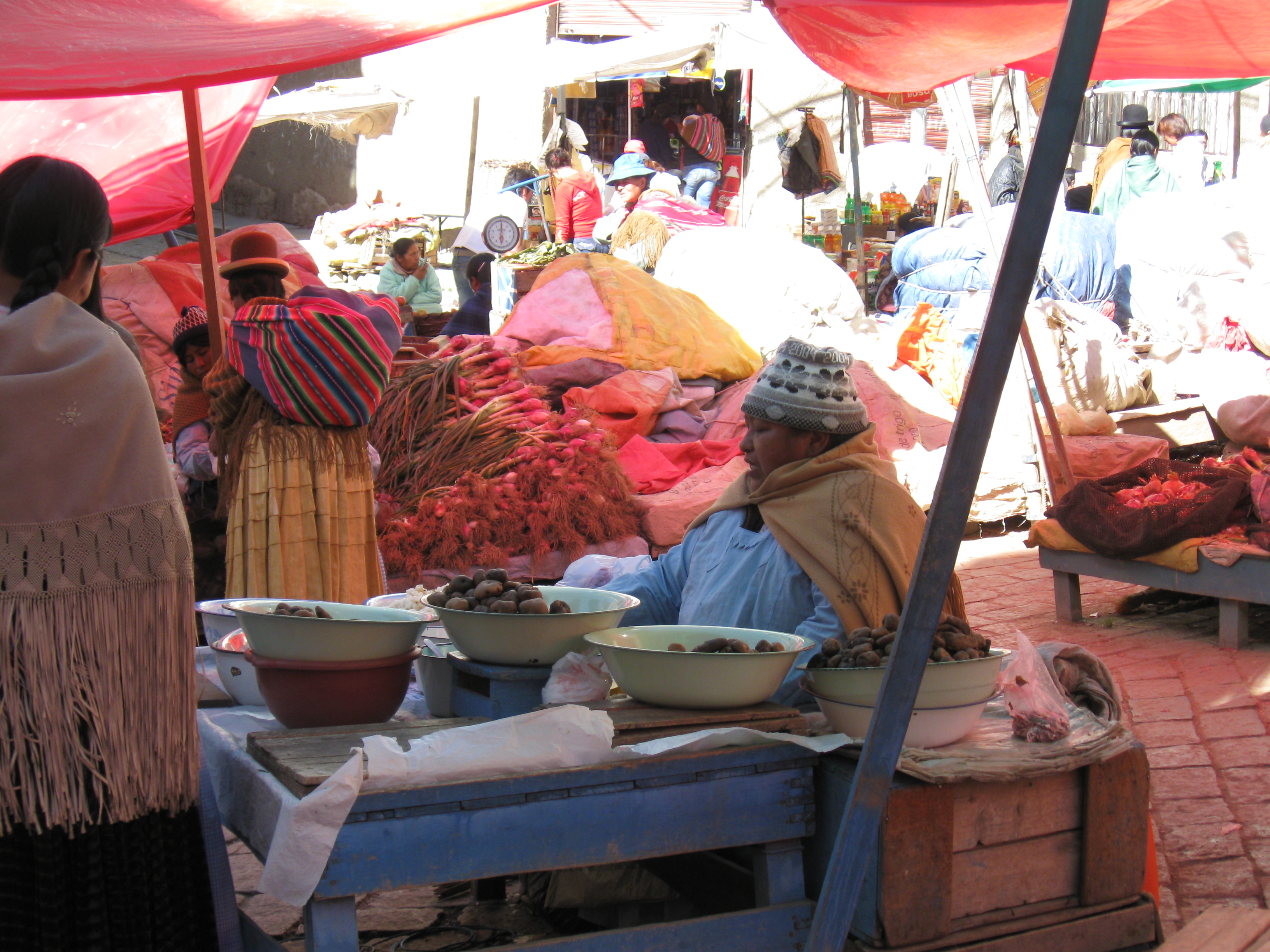
Un lloc de venda de chuño remullat en un mercat andí.

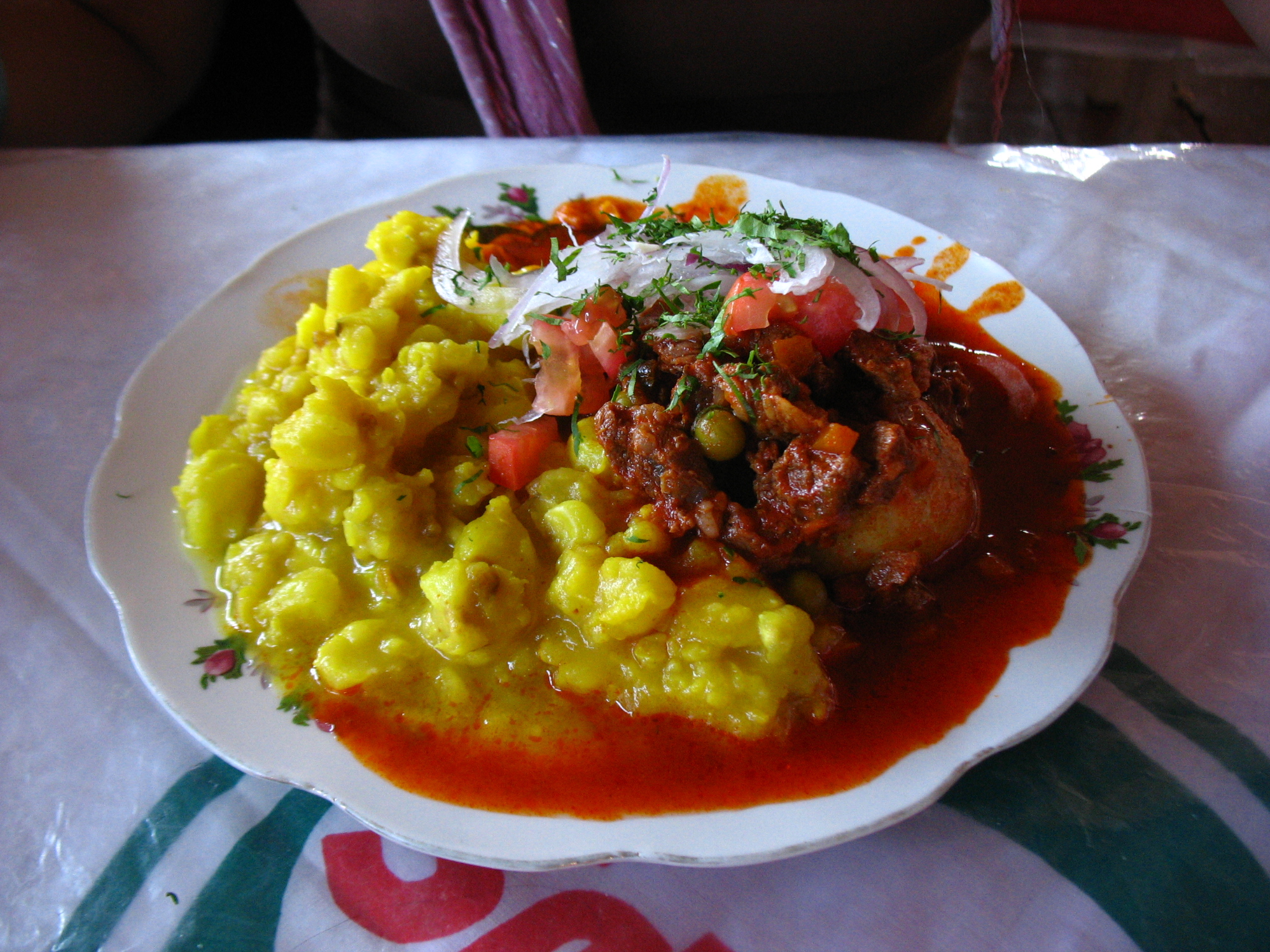
Plat amb chuño, dacsa, pebre i carn; servit a Potosí (Bolívia).

A la cuina andina, present a algunes cuines boliviana i peruana, amb el chuño es preparen diversos menjars com ara mazamorra o sopa.